# スタージョンの法則
スタージョンの法則（スタージョンのほうそく、英語：Sturgeon's law）は、SF作家シオドア・スタージョンの言葉から導きだされた格言である。
1. 「常に絶対的にそうであるものは、存在しない」（"Nothing is always absolutely so."）

スタージョンはまた、これより有名な格言も残している。それは正確な名称としては「スタージョンの黙示（すっぱ抜き）」として知られているものであるが、現在では「スタージョンの法則」といった場合、実際にはこちらを指すことがほとんどである。例えば、オックスフォード英語辞典でもそのようになっている。
1. 「どんなものも、その90%はカス（crud）である」[1]

## 起源
スタージョンの法則は1972年の編集者デイヴィッド・G・ハートウェルとの対談で初めて言及された（この対談はThe New York Review of Science Fiction #7 and #8, March and April 1989として出版されている）。それには「スタージョンの法則は元来、"Nothing is always absolutely so." のことであった。もう一つの方は「スタージョンの黙示」として知られている」とある。
「スタージョンの黙示」の初出は『Venture Science Fiction』誌（1958年3月号）である。そこでスタージョンは、以下のように述べた。
またこの話には別のバージョンがある。

## 系
「スタージョンの黙示」は時として以下のように拡張される。
- 黙示: 全てのものの90%はカスである。
- 系1: 遺憾ながらSFの中に膨大な量のゴミがあることは事実といえる。だが、そこら中にゴミがあることは自然であるという他ない。
- 系2: 最良のSFはあらゆる領域における最良の小説に比肩する。

## 異なる表現
「スタージョンの黙示」を表現する場合、しばしばカス（crud）の代わりにガラクタ（crap）やクソ（shit）という用語が用いられる。パーセンテージについても揺れがあり、「94%」という文献もあった。またごく稀にではあるが、もっと楽観的な第2の文節が加えられることもある。それは、「……だが、残りの10%はそのために死んでもいい位である」。

## 解釈
「スタージョンの黙示」の意味は、本人によって詳細に明示されている。
「最低の作例を引っ張り出しては叩く」という悪意の攻撃に対して、自分から直接反撃しているのだ。90%のSF作品をゴミカス扱いするのと同じ基準を用いれば、映画、文学、消費財などその他あらゆるものの90%も同様にゴミである。言葉を変えれば、「SFの90%がカスだ」という主張ないし事実のもつ情報量はゼロである。なぜならば、SFは他の芸術／技術の産物と同様の質的傾向を示しているに過ぎないからである。
また、「スタージョンの法則（黙示）」はパレートの法則の一例と見られる場合もある。

## 創作一般に関して
他方で、「一定の名作を生むジャンルには、常に多量の駄作がある」という風に言い換えることもできる。例えばゲーム業界であれば、名作ゲームの影には常に大量の駄作ゲームがあるということになる。
多量の駄作の存在は、それらを受け入れる市場の存在を前提にするが、それが存在しないジャンルは名作を生み出せない。そのような駄作は、駆け出しの制作者の修練の場でもあるからである。それを失ったジャンルは、後継者を失って先細りになりがちである。